# Ікланду-Маре
Ікланду-Маре (рум. Iclandu Mare) — село у повіті Муреш в Румунії. Входить до складу комуни Іклензел.
Село розташоване на відстані 272 км на північний захід від Бухареста, 22 км на захід від Тиргу-Муреша, 57 км на південний схід від Клуж-Напоки, 142 км на північний захід від Брашова.

## Населення
За даними перепису населення 2002 року у селі проживали 732 особи. Рідною мовою 731 особа (99,9%) назвала румунську.
Національний склад населення села:
| Національність | Кількість осіб | Відсоток |
| -------------- | -------------- | -------- |
| румуни         | 725            | 99,0%    |
| цигани         | 5              | 0,7%     |